# Zoltán Halmay
Zoltán Halmay (Nagymagasfalu, 18 juni 1881 – Boedapest, 20 mei 1956) was een Hongaars zwemmer en later zwemtrainer.
Halmay nam viermaal deel aan de Olympische Spelen, waaronder de tussenspelen van 1906. Zijn tijd van 1:05,8 op de 100 meter vrije slag, gezwommen in Wenen in december 1905 gold als eerste wereldrecord op die afstand en bleef drie jaar intact. Hij zwom zonder beenslag.
Op zijn eerste Olympische Spelen, in Parijs in 1900, won hij drie medailles; twee zilveren en een bronzen. Vier jaar later, in St. Louis werd hij tweemaal olympisch kampioen, op de 50 en 100 yards vrije slag. Een derde olympische titel won hij op de tussenspelen van 1906 in Athene op de estafette.
Na zijn actieve carrière als zwemmer werd Halmay zwemtrainer. In 1968 werd hij opgenomen in de International Swimming Hall of Fame.